# Адзьвавом
Адзьвавом — село в городском округе Инта Республики Коми.

## История
Основано в 1880 году. Адзьвавом означает: вом — устье, Адзьвавом — устье реки Адзьва.

## География
Расположено на правом берегу реки Уса, в двух верстах ниже от впадения в Усу реки Адзьва.

## Население
| 2010 |
| ---- |
| 98   |